# Крестовогородищенское сельское поселение
Крестовогороди́щенское се́льское поселе́ние — муниципальное образование в Чердаклинском районе Ульяновской области Российской Федерации.
Административный центр — село Крестово-Городище.

## Население
| 2010  | 2012  | 2013  | 2014  | 2015  | 2016  | 2017  |
| ----- | ----- | ----- | ----- | ----- | ----- | ----- |
| 2480  | ↗2489 | ↗2500 | ↗2526 | ↘2519 | ↗2554 | ↘2540 |
| 2018  | 2019  | 2020  | 2021  |       |       |       |
| ↘2516 | ↘2486 | ↘2463 | ↘2406 |       |       |       |

## Состав сельского поселения
| № | Населённый пункт  | Тип населённого пункта       | Население |
| - | ----------------- | ---------------------------- | --------- |
| 1 | Белая Рыбка       | посёлок                      | 79        |
| 2 | Крестово-Городище | село, административный центр | ↘2401     |

## Интересные факты
В районе современного села Крестового Городища, предположительно находились летописные Исады и речка Цевца, где умер князь Изяслав Глебович из Переяславля Южного в 1183 году. В документах XVII века упоминаются остров Чувич и волжская протока Чувич (Чевича), затопленные в 50-х годах XX века Куйбышевским водохранилищем.